# Пенский сельсовет
Пенский сельсовет — сельское поселение в Беловском районе Курской области Российской Федерации.
Административный центр — село Пены.

## История
Статус и границы сельского поселения установлены Законом Курской области от 21 октября 2004 года № 48-ЗКО «О муниципальных образованиях Курской области».

## Население
| 2002 | 2010 | 2012 | 2013 | 2014 | 2015 | 2016 |
| ---- | ---- | ---- | ---- | ---- | ---- | ---- |
| 1051 | ↘899 | ↘872 | ↘853 | ↗860 | ↘827 | ↘824 |
| 2017 | 2018 | 2019 | 2020 | 2021 |      |      |
| ↘810 | ↘809 | ↘783 | ↘759 | ↗764 |      |      |

## Состав сельского поселения
| № | Населённый пункт | Тип населённого пункта       | Население |
| - | ---------------- | ---------------------------- | --------- |
| 1 | Курочкино        | хутор                        | →4        |
| 2 | Пены             | село, административный центр | ↘895      |